# Scybalocanthon kelleri
Scybalocanthon kelleri là một loài bọ cánh cứng trong họ Bọ hung (Scarabaeidae).